# Lökspindling
Lökspindling (Cortinarius polymorphus) är en svampart som beskrevs av Rob. Henry 1985. Cortinarius polymorphus ingår i släktet Cortinarius och familjen spindlingar.   Inga underarter finns listade i Catalogue of Life.
I den svenska databasen Dyntaxa används istället namnet Cortinarius luteoimmarginatus för samma taxon.  Arten är reproducerande i Sverige.